# Azetidin
Az azetidin heterociklusos vegyület. A négytagú gyűrűs vegyületek közé tartozik, egy nitrogénatom található benne.

## Előállítása
Az azetidin előállítható 1,3-diaminopropán és sósav termikus reakciójával.
{\displaystyle \mathrm {NH_{2}(CH_{2})_{3}NH_{2}\ {\xrightarrow {HCl}}\ C_{3}H_{7}N+\ NH_{3}} }

## Reakciói
Az azetidin gyűrűje nukleofilekkel felnyitható, így terminális aminok állíthatók elő.
Például azetidint palládium katalizátor jelenlétében etilén-diaminnal reagáltatva a gyűrűnyílás eredményeként triamin keletkezik:

## Fordítás
Ez a szócikk részben vagy egészben  az   Azetidine című angol Wikipédia-szócikk ezen változatának fordításán alapul.  Az eredeti cikk szerkesztőit annak laptörténete sorolja fel. Ez a jelzés csupán a megfogalmazás eredetét és a szerzői jogokat jelzi, nem szolgál a cikkben szereplő információk forrásmegjelöléseként.
Ez a szócikk részben vagy egészben  az   Azetidin című német Wikipédia-szócikk ezen változatának fordításán alapul.  Az eredeti cikk szerkesztőit annak laptörténete sorolja fel. Ez a jelzés csupán a megfogalmazás eredetét és a szerzői jogokat jelzi, nem szolgál a cikkben szereplő információk forrásmegjelöléseként.

## Külső hivatkozások
- Pubchem
- ChemSynthesis